# Salatrim
Salatrim (zwany też Benefat) – grupa trójglicerydów o zredukowanej kaloryczności. Jest przezroczystą cieczą o barwie bursztynowej. W temperaturze pokojowej przyjmuje formę jasno zabarwionego woskowatego ciała stałego. Nie zawiera cząstek, ciał obcych, ani nie ma zjełczałego zapachu. Nazwa Salatrim jest skrótem od ang. Short And Long-chain Acyl Tryglycerid Molecule.
Salatrim to tzw. nowa żywność, są stosowane w przemyśle jako niskokaloryczny zamiennik tłuszczu, który jest w stanie zastąpić go na wszystkich procesach technologicznych inne substytuty tłuszczu z tej grupy to m.in. Olestra, Caprenin, Bohenin, DDM, EPG.

## Zastosowanie
Salatrim może być stosowany jako zamiennik tłuszczu w produktach cukierniczych, wyrobach ciastkarskich oraz produktach mlecznych. Jest stosowany jako substytut masła kakaowego w produkcji czekolady. Związek ten znajduje się na liście GRAS. Salatrim nie wpływa na poziom cholesterolu we krwi ani na wchłanianie witamin rozpuszczalnych w tłuszczach.
Ze względu na niską absorpcję w jelicie człowieka, jego gęstość energetyczna wynosi 6 kcal/g (kaloryczność klasycznych tłuszczów wynosi 9 kcal/g).

## Produkcja
Salatrim uzyskuje się przez wzajemną transestryfikację krótkołańcuchowych trójglicerydów (np. Tiacetyny lub trubutryny) z długołańcuchowymi, nasyconymi tłuszczami jadalnymi.

## Ograniczenia w stosowaniu
Żywność, w której składzie znajduje się salatrim, musi być odpowiednio oznaczona i zawierać informację, że wysokie spożycie (tj. >30 g/dzień) może powodować dolegliwości żołądkowo-jelitowe. Produkty zawierające salatrim nie są przeznaczone dla dzieci. Nie należy go stosować do smażenia potraw ze względu na jego niestabilność po podgrzaniu.
Salatrim nie został dopuszczony do stosowania w Polsce.

## Legislacja
Decyzja Komisji 2003/867/WE z dnia 1 grudnia 2003 r. zezwoliła na wprowadzenie do obrotu salatrimu jako nowego składnika żywności do stosowania w produktach piekarniczych i cukierniczych jako substytut tłuszczu, zgodnie z rozporządzeniem (WE) nr 258/97 Parlamentu Europejskiego i Rady z dnia 27 stycznia 1997 r. W sprawie nowej żywności i nowych składników żywności, ostatnio zmienionej rozporządzeniem (WE) nr 1882/2003 Parlamentu Europejskiego i Rady z dnia 29 września 2003 r.